# Gelis forticornis
Gelis forticornis là một loài tò vò trong họ Ichneumonidae.